# Shangyang (aviaal)
Shangyang is een geslacht van uitgestorven vogels uit het Vroeg-Krijt van het huidige China, behorend tot de Enantiornithes. De enige benoemde soort is Shangyang graciles.
In 2019 werd de typesoort Shangyang graciles benoemd en beschreven door Wang Min en Zhou Zhonghe. De geslachtsnaam is die van een fabeldier, de Shangyang ofwel 'regenvogel'. De soortaanduiding is een foute spelling van het Latijn gracilis, 'lichtgebouwd'.
Het holotype IVPP V25033 is bij Mutouchengzi nabij de stad Chaoyang in Liaoning gevonden in een laag van de Jiufotangformatie. Het bestaat uit een vrijwel volledig skelet met schedel, platgedrukt op een plaat. Het omvat geen duidelijke resten van het verenkleed. Het ligt grotendeels in verband maar het schedeldak is losgeraakt en geroteerd.
Shangyang is een vrij kleine vogel met een spanwijdte van zo'n twintig centimeter.
De beschrijvers stelden een unieke combinatie van op zich niet unieke kenmerken vast. De praemaxillae zijn vergroeid. Er zijn elf halswervels. Het hypocleidium, de punt van het vorkbeen, is sterk verkort. Het ravenbeksbeen is slank. Het borstbeen draagt een paar uitsteeksels op de hoeken van de voorrand. Het synsacrum bestaat uit acht sacrale wervels. Het schaambeen is golvend in zijaanzicht. Het tweede middenvoetsbeen is overdwars breder dan het derde. De tweede teen is korter dan de vierde.
Shangyang werd in de Enantiornithes geplaatst in een vrij afgeleide positie, onder Eocathayornis in de stamboom en boven een klade bestaande uit Dunhuangia en Elsornis.